# Anthony E. Zuiker

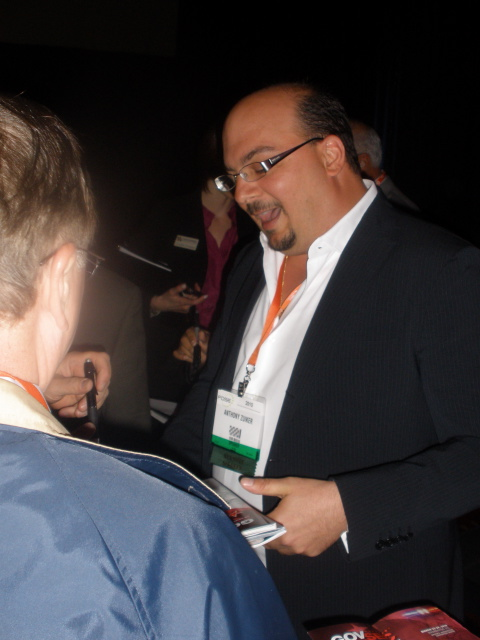
Anthony Zuiker

Anthony E. Zuiker (Blue Island (Illinois), 17 augustus 1968) is een Amerikaanse scenarioschrijver. Hij is de bedenker van CSI: Crime Scene Investigation.
Zuiker werkte eerst als portier bij het Mirage Hotel in Las Vegas. Hij schreef in zijn vrije tijd filmscripts. Zijn vrouw keek altijd naar programma's over forensisch onderzoek op National Geographic Channel en hierdoor raakte hij ook gefascineerd door forensisch onderzoek. Na een paar weken 's nachts meegereden te hebben met de crime scene investigators van Las Vegas had hij genoeg materiaal om zijn idee over de televisieserie voor te stellen aan Jerry Bruckheimer. Die vond het een goed idee en maakte er een serie van.
Zuiker baseerde het personage Gil Grissom op medewerker van de politie Daniel Holstein.
- Biblioteca Nacional de España: XX1502193
- Bibliothèque nationale de France: cb14585677p (data)
- Gemeinsame Normdatei: 13991479X
- International Standard Name Identifier: 0000 0001 2276 320X
- Library of Congress Control Number: no2003124709
- Nationale Bibliotheek van Tsjechië: xx0060973
- Nationale Bibliotheek van Israël: 987007523011605171
- Nederlandse Thesaurus van Auteursnamen: 308028856
- Istituto Centrale per il Catalogo Unico: RMSV570848
- Système universitaire de documentation: 131184059
- Virtual International Authority File: 10095719
- WorldCat: E39PBJpJbpjCjqRrqcHcvkH6Kd